# Havajska morska medvjedica
Havajska morska medvjedica (lat. Monachus schauinslandi) je kritično ugrožena vrsta perajara, ali i jedan od najugroženijih sisavaca na svijetu, koja je endemična i živi samo na Havajskom otočju, gdje je i jedina vrsta tuljana, te zapadno od njega u morskom području Papahānaumokuākea. Pripada porodici pravih tuljana (Phocidae), te je jedna od samo dvije vrste iz roda Monachus („monaha”) kojemu pripada i sredozemna medvjedica.
Havajski naziv za ovu životinju je ʻIlio-holo-i-ka-uaua („pas koji trči kroz vodu”).
Mala populacija od oko 1.100 jedinki je jako ugrožena ljudskim djelovanjem, ograničenim genetičkim materijalom i bolestima. Zbog toga je predmetom aktivne biološke zaštite koja podrazumijeva preseljenja jedinki, brigu u zatočeništvu, čišćenje habitata i obrazovanje javnosti o ovoj vrsti

## Opis
Veličinom je vrlo sličan običnom tuljanu od kojega se razlikuje svjetlijim krznom i bijelim stomakom, te vitkijom linijom. Težina im može biti sve do 270 kg, pri čemu su ženke nešto manje i lakše. Glava im je okrugla i plošna s velikim crnim očima na kratkom i debelom vratu. Vretenasto tijelo s debelim potkožnim slojem masti je prilagođeno za život u vodi. Prednji udovi su prilagođeni za kretanje u vodi, jer su prsti povezani plivaćom kožicom, a nokti su zakržljali. Stražnji udovi su potisnuti uz tijelo i služe pri plivanju kao repne peraje. Havajska medvjedica hrani se ribama, rakovima i mekušcima koje hvata oštrim zubima. Oko ustiju ima dugačke osjetilne dlake. Vid im je slabo razvijen, ali imaju dobro razvije sluh i njuh. Pretežito je noćna životinja. Prilikom zarona zatvara nosne i ušne otvore, a pod vodom može izdržati nekoliko minuta. 
Na kopno izlazi radi odmora i parenja, kada zna provesti i do 10 dana u priobalnim vodama u području pustih i ne naseljenih otoka.
Havajska medvjedica se koti s oko 100 cm dužine, a kad odrastu, mogu doseći dužinu oko 2,4 metra. Mladunci se kote u proljeće, a majke ih doje do starosti od oko 6 tjedana, do kada značajno narastu do 90 kg. Spolno zreli postaju u dobi od četiri godine, a očekivani životni vijek im je od 25 do 30 godina, ako ne postanu plijenom mnogim grabežljivcima (uglavnom morski pas tigar i galapagoški morski pas). Skotna ženka havajske medvjedice za koćenje i podizanje mladunca traži otvorene plaže i ne napušta mladunče tijekom cijelih 6 tjedana dojenja, čak niti kako bi jela. Nakon toga trajno napušta mladunče koje se počinje samo brinuti o sebi.